# 3721 Widorn
3721 Widorn је астероид главног астероидног појаса са средњом удаљеношћу од Сунца која износи 3,020 астрономских јединица (АЈ).
Апсолутна магнитуда астероида је 11,7.